# Hoàng Khôn Minh
Hoàng Khôn Minh (tiếng Trung: 黄坤明; Huang Kunming; sinh tháng 11 năm 1956) là một chính trị gia người Trung Quốc. Ông là Ủy viên Bộ Chính trị khóa XX, khóa XIX, là lãnh đạo cấp phó quốc gia, hiện là Bí thư Tỉnh ủy Quảng Đông. Ông từng là Bí thư Ban Bí thư, Bộ trưởng Bộ Tuyên truyền Trung ương Đảng Cộng sản Trung Quốc, Phó Bộ trưởng Bộ Tuyên truyền, Bí thư Thành ủy Hàng Châu, Chiết Giang và từng làm việc ở các tỉnh Phúc Kiến và Chiết Giang.

## Sự nghiệp
Từ năm 1985 tới năm 1999, Hoàng Khôn Minh giữ các chức vụ chính quyền tại tỉnh Phúc Kiến. Trong khoảng thời gian này, Tập Cận Bình cũng đảm nhiệm các chức vụ khác nhau ở đây. Sau đó, Hoàng Khôn Minh và Tập Cận Bình lần lượt được điều chuyển tới tỉnh Chiết Giang.